# 55720 Daandehoop
55720 Daandehoop este o planetă minoră (asteroid) din centura de asteroizi. A fost descoperită pe 15 septembrie 1972 la Observatorul Palomar de Tom Gehrels. 
Obiectul prezintă o orbită caracterizată de o semiaxă mare de 1,9172837972813 UAi, o excentricitate de 0,1, o înclinație de 22,6 ° în raport cu ecliptica.